# Gunnar Qvarnström
Gunnar Olofsson Qvarnström, född i Högsjö den 9 mars 1920, död den 5 oktober 1976, var en svensk litteraturforskare.

## Biografi
Qvarnström disputerade 1954 för filosofie doktorsgraden vid Uppsala universitet på avhandlingen Från Öbacka till Urbs : Ludvig Nordströms småstad och världsstadsdröm, och blev därefter docent i litteraturhistoria med poetik vid samma lärosäte 1955. 1956 kallades han till en docentur vid Lunds universitet, där han blev forskningsdocent 1968. Hans forskning kretsade kring Ludvig Nordströms och Hjalmar Bergmans diktning; hur naturforskningen under renässansen och barocken bidrog till poesins utformning; hur gestaltningen av romantikens själskunskap artade sig; och modernismens konstuppfattning.
Han gifte sig 1943 med Gunvor Falck.